# Хауси
Ха́уси, также Ша́уси или Чау́зи (англ. Chausie) — порода кошек, которая была зарегистрирована в 1995 году в реестре ассоциации TICA. Выведена скрещиванием домашней кошки абиссинской породы с диким камышовым котом. Селекционеры хотели получить новую породу, которая бы сохраняла внешность дикой кошки, но имела характер домашней. Порода является гибридной и требует постоянного прилива крови дикого камышового кота.
Чаузи F1 (гибриды первого поколения) не рекомендуется содержать в квартире, такому животному нужно много места для активного движения. Большинство питомников продаёт животных с маркировкой F1 и F2 только для содержания в частном доме с огороженным участком и вольером.
В современной фелинологии принято написание породы на русском языке не хауси, а чаузи.
Первые представители новой породы были получены в конце 1960-х — начале 1970-х годов в США, а официально она был зарегистрирована в TICA в 1995 году.
Название породы происходит от латинского названия дикого камышового кота — Felis chaus.

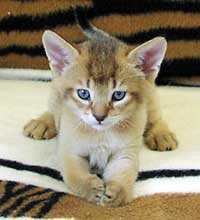
Котёнок хауси

Кошки этой породы любят общение и даже нуждаются в этом, но не любят сидеть на руках. Они очень подвижны, активны, игривы. Бесстрашны, отличные охотники. Хорошо уживаются с другими животными. Умеют очень высоко прыгать. Преданы своим хозяевам.
Хауси — крупная и высокая порода, вес которой варьирует от 5 до 7,5 килограммов. Имеет сильное мускулистое тело, длинные ноги, большие уши с кисточками. Хвост средней длины и толщины. Представители этой породы исключительно короткошёрстные.

### Стандарт породы хауси (чаузи)
Корпус: крепкий, мускулистый, не толстый.
Голова: небольшая, с сильным подбородком. Скулы несколько угловатые.
Уши: обязательна высокая посадка больших по размеру ушей. Кисточки желательны, но не обязательны.
Глаза: форма глаз у этих кошек миндалевидная, цвет — золотистый или зеленоватый.
Конечности: конечности и лапы сильно развиты, лапы толстые.
Хвост: должен быть по длине три четверти от длины всего тела.
Шерсть: плотная, густая.
Окрас: кошкам породы чаузи допустимо иметь всего три вида окраса. Чёрный, а также тикированные — серебристый и тэбби.

Самым ценным считается чёрный тиккированный табби или серебристый тикет-табби — основная чёрная шерсть с седыми (серебристыми) кончиками. Этот окрас наиболее близок к окрасу дикого камышового кота.
По современным стандартам программы разведения допустимо скрещивание чаузи с абиссинской породой или европейскими короткошёрстными кошками диких и тикированных окрасов.
Порода кошек чаузи разделяется на гибридные типы, которые маркируются буквой F и показывают процент дикой крови в животном. Кроме того, в сертификате кошки присутствуют буквы A, B и C. Один из партнёров вязки — это кошка абиссинской или европейской короткошёрстной породы.
F 1 — прямой потомок самца камышового кота и кошки. Внешне домашние кошки очень похожи на камышовых, имеют соответствующий активный и иногда агрессивный темперамент и большой размер. Маркируется буквой А.
F 2 — потомок чаузи любого типа и F 1, относится к A или B группе. Не менее 25 % крови дикого кота.
Наиболее стандартный чаузи с лояльным темпераментом, но весом в 10 и более килограмм.
F 3 — потомок любого типа чаузи и F 2. Не менее 12,5 % дикой крови. Животное с мягким темпераментом и размером обычной домашней кошки, но с внешностью, которая близка к камышовому коту.
F 4; 5 — доля диких кровей менее 7 %. Кошки полностью социализированы, имеют стандартный размер и сложение. Отмечается как группа C или SBT, то есть кошка, родившаяся в 4-м или более старшем поколении после вязки с камышовым котом. Данные животные в зависимости от экстерьера выводятся из разведения или используются для вязки с кошками F 1 и F 2.